# Cashpoint Arena
Cashpoint Arena (do 2007 roku Sportanlage Schnabelholz) – stadion piłkarski w Altach, w Austrii. Został otwarty 1 czerwca 1990 roku. Może pomieścić 8500 widzów, z czego 4400 miejsc jest siedzących (wszystkie miejsca siedzące i stojące znajdują się pod dachem). Swoje spotkania na stadionie rozgrywają piłkarze klubu SCR Altach.

## Historia
Otwarcie stadionu miało miejsce 1 czerwca 1990 roku. Przed otwarciem nowej areny piłkarze klubu SCR Altach grali na Sportplatz Riedle położonym w centrum Altach. Po awansie zespołu do drugiej ligi w 2004 roku dokonano modernizacji stadionu, m.in. zainstalowano sztuczne oświetlenie i dobudowano nowe trybuny.
W 2006 roku drużyna SCR Altach po raz pierwszy w historii awansowała do austriackiej Bundesligi. 28 października 2006 roku na meczu ligowym przeciwko Rapidowi Wiedeń padł rekord frekwencji stadionu (spotkanie obejrzało z trybun 8900 widzów). W 2007 roku, po podpisaniu umowy ze sponsorem, zmieniono dotychczasową nazwę obiektu (Sportanlage Schnabelholz) na Cashpoint Arena. W latach 2007–2008 wybudowano nową, zadaszoną trybunę zachodnią. Drużyna z Altach utrzymała się w Bundeslidze przez trzy sezony, w 2009 roku nastąpił spadek.
Po raz drugi zespół awansował do najwyższej klasy rozgrywkowej w roku 2014. W sezonie 2014/2015 klub zajął w lidze 3. miejsce (było to najlepsze w historii miejsce zajęte przez beniaminka w austriackiej Bundeslidze), dzięki czemu w kolejnym sezonie mógł zagrać w kwalifikacjach do Ligi Europy, gdzie swoje spotkania rozgrywał jednak na Tivoli Neu w Innsbrucku. Po raz kolejny klub wystąpił w kwalifikacjach Ligi Europy dwa lata później, po zajęciu 4. miejsca w lidze. Mecze domowe w I i II rundzie klub rozegrał na własnym stadionie w Altach, kolejne spotkania ponownie rozgrywał już jednak na Tivoli Neu.
W latach 2017–2018 wybudowana została nowa, zadaszona trybuna za bramką od strony południowej wraz z narożnikiem łączącym ją z trybuną zachodnią. W 2019 roku wybudowano także bliźniaczą trybunę po stronie północnej. Stadion odtąd z trzech stron (północnej, zachodniej i południowej) otaczają jednolite trybuny. W przyszłości możliwe jest również zastąpienie najstarszej, wschodniej trybuny nową, kompletującą przebudowę stadionu i zamykającą go w zwartej, prostokątnej bryle. W założeniu twórców tej koncepcji (nazwanej roboczo „Vision Vorarlberg Arena”) stadion miałby służyć całemu regionowi i pełnić funkcje nie tylko sportowe.
W lutym 2020 roku orkan „Sabina” zniszczył poszycie dachu nad niedawno oddaną do użytku trybuną północną. Szkody naprawiono po kilku miesiącach.